# Boronów
Boronów (in tedesco Boronow) è un comune rurale polacco del distretto di Lubliniec, nel voivodato della Slesia.
Ricopre una superficie di 56 km² e nel 2006 contava 3 300 abitanti.